# Festival di Castrocaro 1972
Il festival di Castrocaro 1972 è stato condotto da Daniele Piombi.

## La Manifestazione
La XVI edizione del Festival di Castrocaro si svolse ipresso il padiglione di Castrocaro Terme. Nella rosa delle 13 "voci nuove" scelte tra oltre 1500 aspiranti, a cura della commissione presieduta da Gianni Ravera, vinsero il 1º premio Franco Simone con "Con gli occhi chiusi (e i pugni stretti)" e Roberto Callegaro con "La legge della vita". Gli 11 cantanti, il duo e il gruppo musicale giunti in finale si esibirono con accompagnamento dell'orchestra diretta da Aldo Bonocore.  Franco Simone, oltre alla vittoria del 1º premio, si distinse anche come miglior autore con 3 suoi brani presenti in gara e fu l'unico cantautore dell'edizione 1972 che proseguì la sua carriera artistica con successo a livello internazionale, e, in parallelo alla ideazione delle sue composizioni di musica sacra in latino, melodica in italiano e spagnolo, e classica napoletana, è anche autore e conduttore televisivo del programma musicale e culturale "Dizionario dei sentimenti" in Gold TV di Roma, in diffusione Eursat in Sky.
La manifestazione si svolse il 3 luglio 1972, per poi essere trasmessa in tv nella seconda serata (dalle ore 22:00) del 26 luglio 1972.

## Cantanti in gara
- Franco Simone (Acquarica del Capo - LE) - "Con gli occhi chiusi (e i pugni stretti)" (di Franco Simone)
- Roberto Callegaro (Pordenone) - "La legge della vita"
- Rossella Giannelli (Ascoli Piceno) - "Ti sveglierò" (di Franco Simone)
- Patrizia De Vecchis (Campagnano - Roma) - "Senza un'ombra d'amore" (di Franco Simone)
- Franco Forte (cantante) (Pizzo Calabro - Vibo Valentia) - "La storia di Gianni Fong" (musica Franco Forte - testo Felga Lauri)
- Collage (Olbia) - "Tu che pensi a tutti"
- duo Giuseppe Balza e Loredana (Genova) - "Guarda"
- Roberto Carrino (Nardò - LE)
- Maria Clara Salmaso (Padova)
- Enzo Carro (S. Giovanni a Piro - SA)
- Donatella Lugli (Campogalliano - MO)
- Fiorenzo Ederosi (Valdagno - VI)
- Gianna Manni (Vicenza)

Fu premiata anche la canzone "La storia di Gianni Fong" scritta dal cantante Franco Forte (cantante) e dall'ex attrice Felga Lauri, ed arrivò al 2º posto il cantante Roberto Carrino, ma per entrambi la carriera artistica rimase ancorata alla propria regione di appartenenza, e si arrestò presto, come accaduto per l'altro vincitore Roberto Callegaro, mentre per i Collage il successo iniziò con la successiva partecipazione e vittoria al Festival di Castrocaro nel 1976 e proseguì sino agli anni '80. Rossella Giannelli divenne assistente di scena alle esibizioni d'illusionismo del celebre Mago Silvan dal 1976 e apparì al suo fianco in vari programmi televisivi negli anni '70 e '80.